# 证券经纪人
证券经纪人是与证券自营商相区别的。证券经纪人可以代客户买卖证券、基金、認股證及其他衍生產品，从而获得费用或佣金收益。
在證券交易中，買賣雙方通常需由證券經紀在交易所代表客戶進行交易，一般人是不能擅自私下與他人進行買賣。證券經紀亦可為客戶提供投資股票及基金等意見。在兩岸三地雖名詞用法不同，但廣義而言只要是經營證券經紀、自營、承銷等業務的公司都可以稱為證券業或投資銀行。

## 香港
在香港，要擔任證券經紀需考得執照，才可合法地為客戶進行交易。
1. ↑  小金斧. . 小金斧. 小金斧.   [2022-12-25]. （原始内容存档于2023-03-30）.